# Liste der Bodendenkmäler in Hartenstein (Mittelfranken)
Auf dieser Seite sind die Bodendenkmäler in der mittelfränkischen Gemeinde Hartenstein zusammengestellt. Diese Tabelle ist eine Teilliste der Liste der Bodendenkmäler in Bayern. Grundlage ist die Bayerische Denkmalliste, die auf Basis des Bayerischen Denkmalschutzgesetzes vom 1. Oktober 1973 erstmals erstellt wurde und seither durch das Bayerische Landesamt für Denkmalpflege geführt wird. Die folgenden Angaben ersetzen nicht die rechtsverbindliche Auskunft der Denkmalschutzbehörde.

Mit dem Stand vom 3. Juli 2018 sind 24 Bodendenkmäler von Hartenstein in der Bayerischen Denkmalliste eingetragen.

## Hinweise zu den Angaben in der Tabelle
- Spalte Name, Bezeichnung: Bezeichnung des denkmalgeschützten Objektes
- Spalte Ortsteil: Ortsteil, in dem sich das denkmalgeschützte Objekt befindet
- Spalte  Koordinaten: Geografischer Standort
- Spalte Denkmalnummer: Offizielle Denkmalnummer des Bayerischen Landesamts für Denkmalpflege
- Spalte Zeitstellung: Besondere Daten, so weit bekannt oder ableitbar, teilweise auch Datum der Ersterwähnung der Liegenschaft
- Spalte Denkmalumfang, Bemerkung: Nähere Erläuterungen über den Denkmalstatus, den Umfang der Liegenschaft und ihre Besonderheiten

Bis auf die Spalte Bild sind alle Spalten sortierbar.

## Liste der Bodendenkmäler
| Name, Bezeichnung | Ortsteil                           | Koordinaten                        | Denkmalnummer | Zeitstellung                                                                                  | Denkmalumfang, Bemerkung                                                                      | Bild           |
| --- | ---------------------------------- | ---------------------------------- | ------------- | --------------------------------------------------------------------------------------------- | --------------------------------------------------------------------------------------------- | -------------- |
| Opferplatz vorgeschichtlicher Zeitstellung | Enzendorf                          | 49° 36′ 7,16″ N, 11° 29′ 10,7″ O   | D-5-6334-0002 |                                                                                               |                                                                                               |                |
| Abristation des Mesolithikums und vorgeschichtlicher Zeitstellung                                                                                             | Enzendorf                          | 49° 36′ 6,09″ N, 11° 29′ 11,13″ O  | D-5-6334-0003 |                                                                                               | Ankatalfels-Abri (D 14)                                                                       |                |
| Höhlenstation der Schnurkeramik und der Späthallstatt-/Frühlatènezeit                                                                                         | Enzendorf                          | 49° 35′ 56,54″ N, 11° 29′ 21,55″ O | D-5-6334-0004 |                                                                                               | Westliche Buchleitenhöhle (A 181a)                                                            | weitere Bilder |
| Höhlenstation des Neolithikums, der Bronze- und Frühlatènezeit sowie des Mittelalters und der frühen Neuzeit                                                  | Hartenstein                        | 49° 36′ 11,03″ N, 11° 30′ 54,41″ O | D-5-6335-0002 |                                                                                               | Kühloch bei Güntersthal (A 67)                                                                |                |
| Höhlenstation des Mittelpaläolithikums und der Urnenfelderzeit                                                                                                | Hartenstein                        | 49° 36′ 15,99″ N, 11° 31′ 50,95″ O | D-5-6335-0003 |                                                                                               | Petershöhle bei Hartenstein (A 22)                                                            | weitere Bilder |
| Freilandstation des Mesolithikums, Siedlung des Spätneolithikums und der Frühbronzezeit sowie Abschnittsbefestigung vor- und frühgeschichtlicher Zeitstellung | Enzendorf                          | 49° 36′ 25,32″ N, 11° 30′ 21,15″ O | D-5-6335-0005 |                                                                                               | Abschnittsbefestigung Sonnenburg                                                              |                |
| Höhlenstation vorgeschichtlicher Zeitstellung | Hartenstein                        | 49° 36′ 23,81″ N, 11° 31′ 21,77″ O | D-5-6335-0006 | Funde ab dem 3. Jahrtausend vor Christus                                                      | Nordöstliche Schrödlberghöhle bei Neuensorg (A 152 a), durch den Steinbruch bereits zerstört. |                |
| Siedlung der Urnenfelderzeit | Hartenstein/Neuhaus an der Pegnitz | 49° 36′ 47,44″ N, 11° 32′ 16,95″ O | D-5-6335-0025 |                                                                                               | Gemeindegrenze zu Neuhaus an der Pegnitz überschreitendes Bodendenkmal                        |                |
| Freilandstation des Mesolithikums | Enzendorf                          | 49° 36′ 40,24″ N, 11° 30′ 18,43″ O | D-5-6335-0027 |                                                                                               | Im Bereich des Sportplatzes von Velden                                                        |                |
| Höhlenstation vorgeschichtlicher Zeitstellung | Hartenstein                        | 49° 36′ 22,15″ N, 11° 31′ 20,07″ O | D-5-6335-0040 |                                                                                               | Schrödlberghöhle                                                                              |                |
| Felsdach mit Funden des Mittelalters | Hartenstein                        | 49° 36′ 23,94″ N, 11° 31′ 18,7″ O  | D-5-6335-0041 |                                                                                               |                                                                                               |                |
| Höhlenstation vorgeschichtlicher Zeitstellung | Enzendorf                          | 49° 36′ 17,73″ N, 11° 30′ 28,52″ O | D-5-6335-0049 |                                                                                               | Höllberggrotte (A 182)                                                                        |                |
| Siedlung vorgeschichtlicher Zeitstellung | Enzendorf                          | 49° 35′ 53,74″ N, 11° 29′ 26,76″ O | D-5-6434-0001 |                                                                                               |                                                                                               |                |
| Höhlenstation des Jung- und Mittelneolithikums | Enzendorf                          | 49° 35′ 12,26″ N, 11° 29′ 2,24″ O  | D-5-6434-0002 |                                                                                               | Wildnerloch (A 128)                                                                           |                |
| Opferplatz der Hallstattzeit | Enzendorf                          | 49° 35′ 7,81″ N, 11° 29′ 5,76″ O   | D-5-6434-0164 |                                                                                               | Enzendorfer Felsen                                                                            |                |
| Siedlung vorgeschichtlicher Zeitstellung | Hartenstein                        | 49° 35′ 45,82″ N, 11° 31′ 20,42″ O | D-5-6435-0001 |                                                                                               | Im Ortsbereich von Hartenstein, südlich der Burg                                              |                |
| Mittelalterlicher Burgstall | Grünreuth                          | 49° 35′ 25,33″ N, 11° 32′ 23,58″ O | D-5-6435-0003 | Vermutlich mittelalterlicher Burgenbau                                                        | Burgstall auf der Hasenleite                                                                  | weitere Bilder |
| Mittelalterlicher Burgstall und neuzeitliches Schloss | Grünreuth                          | 49° 35′ 24,03″ N, 11° 32′ 36,71″ O | D-5-6435-0004 | Abgegangene mittelalterliche Burg sowie ebenfalls nicht mehr erhaltenes neuzeitliches Schloss | Vorgängerburg und Schloss Grünreuth                                                           |                |
| Höhlenstation vorgeschichtlicher Zeitstellung | Grünreuth                          | 49° 35′ 36,8″ N, 11° 32′ 44,78″ O  | D-5-6435-0005 | Begangen in vorgeschichtlicher Zeit                                                           | Fechtershöhle (A 45)                                                                          |                |
| Höhlenstation der Mittelbronze-, Urnenfelder-, Späthallstatt- und Frühlatènezeit                                                                              | Grünreuth                          | 49° 34′ 2,02″ N, 11° 31′ 51,23″ O  | D-5-6435-0006 |                                                                                               | Windloch bei Loch (A 6), Höhle verschlossen, Abri ist zugänglich                              |                |
| Höhle mit Funden des Mittelalters und der frühen Neuzeit | Hartenstein                        | 49° 35′ 47,24″ N, 11° 31′ 19,64″ O | D-5-6435-0026 |                                                                                               | Höhle im Burgfelsen                                                                           |                |
| Höhle mit Funden des Mittelalters | Hartenstein                        | 49° 35′ 49,27″ N, 11° 31′ 22,4″ O  | D-5-6435-0027 |                                                                                               | Höhle auf Privatgelände vor der Burg                                                          |                |
| Höhlenstation mit Funden des Endneolithikums sowie der Urnenfelder-, der späten Hallstatt- und der frühen Latènezeit („Mausloch“)                             | Grünreuth                          | 49° 35′ 33,89″ N, 11° 32′ 36,75″ O | D-5-6435-0028 |                                                                                               | Mausloch bei Grünreuth (A 47)                                                                 |                |
| Mittelalterliche und frühneuzeitliche Befunde im Bereich von Burg Hartenstein                                                                                 | Hartenstein                        | 49° 35′ 49,27″ N, 11° 31′ 22,4″ O  | D-5-6435-0132 | Burg spätestens während des 13. Jahrhunderts erbaut                                           | Burg Hartenstein                                                                              | weitere Bilder |